# Àrea Metropolitana de Chennai

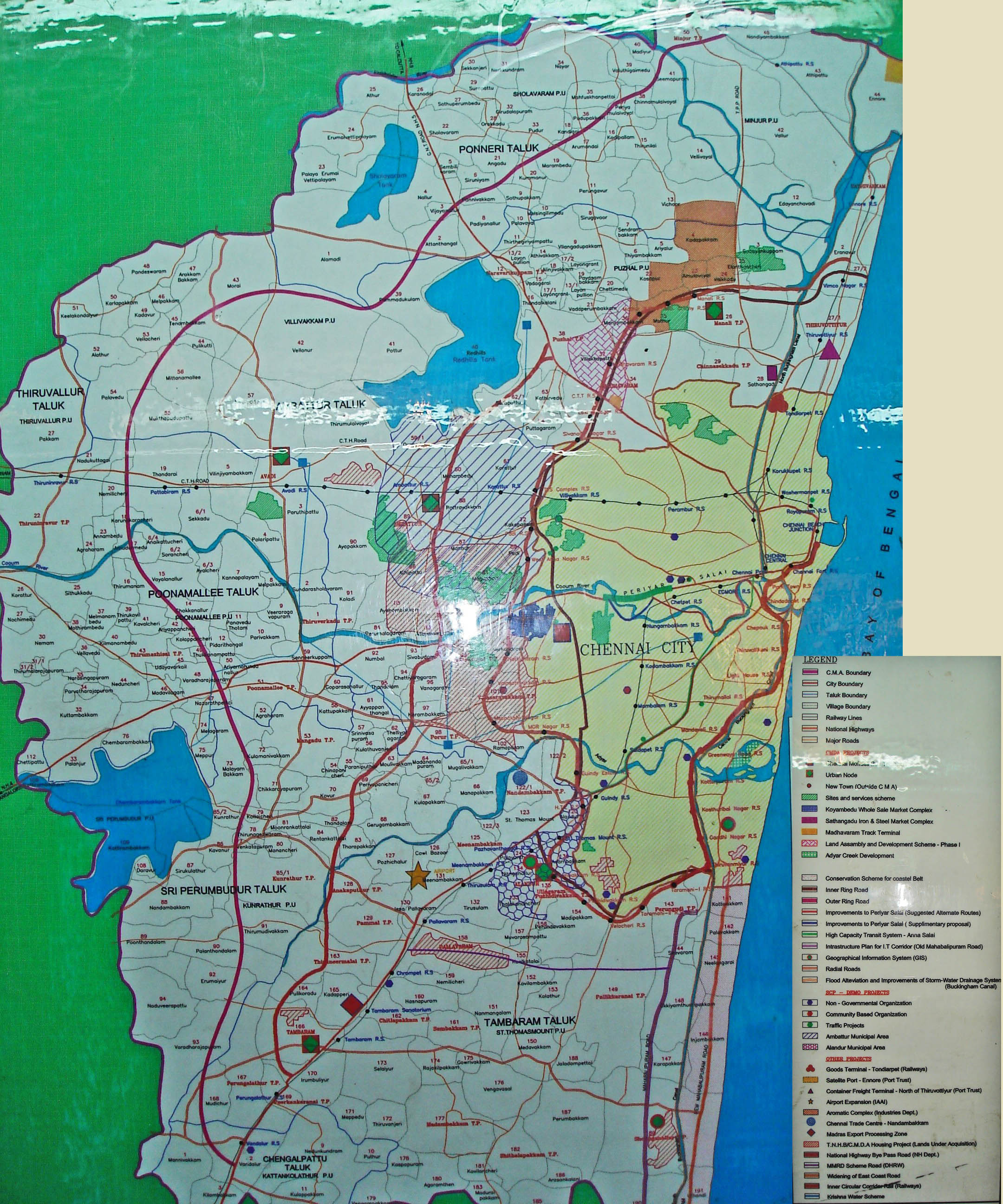
Plan Director de l'Àrea

L'Àrea Metropolitana de Chenai (Chennai Metropolitan Area) és una entitat formada per la ciutat de Chennai (que forma el districte de Chennai) i els suburbis i ciutats satel·lits, a dos districtes adjacents. És la quarta més gran de l'Índia i la 34 del món en població. Està administrada per l'Autoritat Metropolitana de Desenvolupament de Chennai (Chennai Metropolitan Development Authority) encarregada de la planificació coordinada.
Té una superfície de 1.172 km² i s'estén per tres districtes ocupant 16 municipalitats, 20 consells ciutadans (panchayats) i 214 consells rurals (panchayats) en 10 panchayats units. Al districte de Chennai amb 176 km² hi ha 55 poblacions fiscals en 5 talukes (Fort-Tondiarpet, Perambur-Purasawalkam, Egmore-Nungambakkam, Mambalam-Guindy i Mylapore-Triplicane). Al districte de Thiruvallur dels 3.427 km² ocupa 637 km² a les talukes d'Ambattur, Thiruvallur, Ponneri i Poonamallee. Al districte de Kanchipuram dels 4.433 km² ocupa 376 km² a les talukes de Tambaram, Sriperumbudur i Chengalpattu.
| Sn | Districte                                | Àrea (km²) | Població (2001) |
| -- | ---------------------------------------- | ---------- | --------------- |
| 1  | Districte de Chennai (Ciutat de Chennai) | 176        | 4.343.645       |
| 2  | Districte de Thiruvallur o Tiruvallur    | 637        | 1.574.847       |
| 3  | Districte de Kanchipuram                 | 376        | 1.107.789       |
|    | Total                                    | 1189       | 7.026.281       |

Les municipalitats fora de Chennai són:
Al districte de Tiruvallur:
1. Ambattur
2. Avadi
3. Kathivakkam
4. Madhavaram
5. Maduravoyal
6. Poonamallee
7. Tiruvottiyur

Al districte de Kanchipuram 
1. Alandur
2. Pallavaram
3. Tambaram

## Agències nodals
| Sn | Agència                                              | Responsibilitat                                                 |
| -- | ---------------------------------------------------- | --------------------------------------------------------------- |
| 1  | Chennai Corporation, Municipalitats i Panchayats     | Administració civil ordinària en la seva àrea assignada         |
| 2  | Tamil Nadu Housing Board                             | disposició de diagrames, habitatges buits i esquemes de treball |
| 3  | Metropolitan Transport Corporation                   | Transport en bus                                                |
| 4  | Southern Railway                                     | Ferrocarril suburuba i Chennai MRTS                             |
| 5  | Chennai City Traffic Police                          | afers de tràfic rodat                                           |
| 6  | Tamil Nadu Electricity Board                         | Serveis elèctrics                                               |
| 7  | Public Works Department                              | Treballs i manteniments                                         |
| 8  | Chennai Metropolitan Development Authority           | Planificació i Coordinació                                      |
| 9  | Chennai Metropolitan Water Supply and Sewerage Board | Aigua i clavegueres                                             |
| 10 | Tamil Nadu Slum Clearance Board                      | Programes d'habitatges i infraestructures als barris deprimits  |